# 達爾本阿卜杜拉
35°42′N 0°41′E / 35.700°N 0.683°E
達爾本阿卜杜拉（阿拉伯语：‎）是阿爾及利亞的城鎮，位於該國西北部埃利贊省，由宰穆拉區負責管轄，面積109平方公里，海拔高度265米，2008年人口3,499，人口密度每平方公里32人。